# Destroços de Anticítera

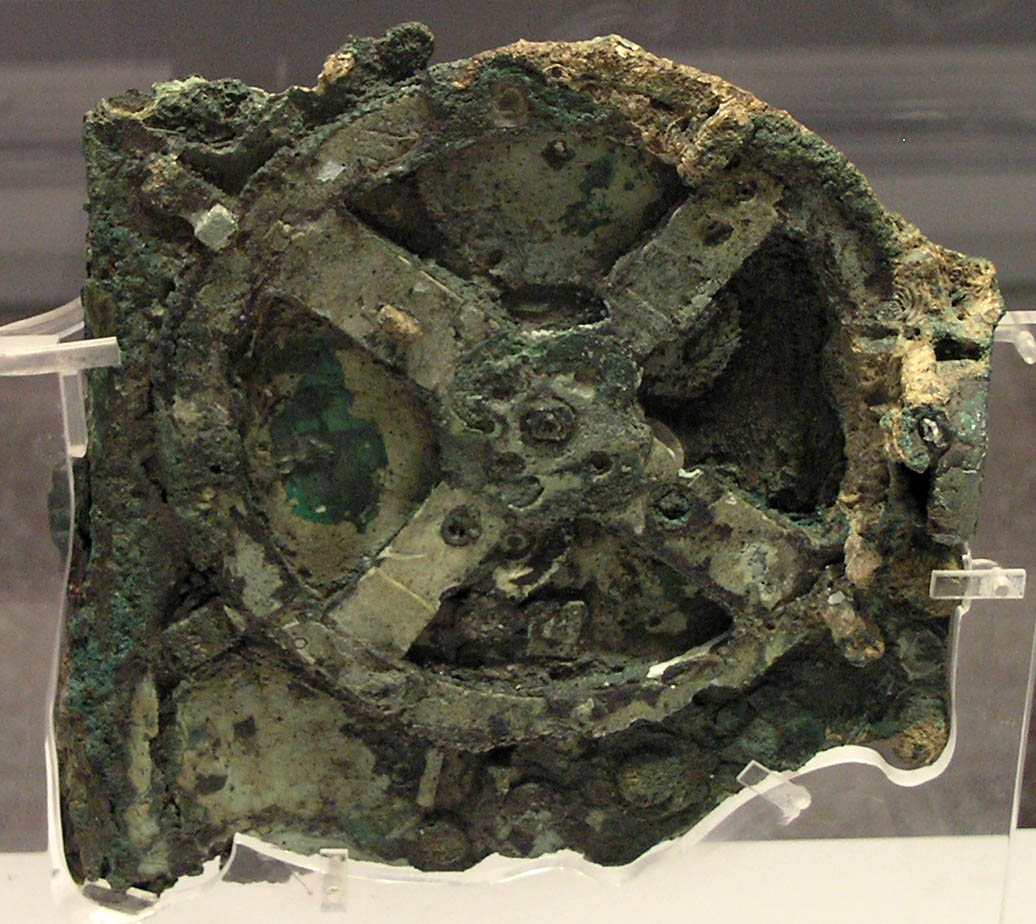
O mecanismo de Anticítera

Os destroços de Anticítera é um antigo naufrágio romano datado da segunda metade do século I a.C. localizado ao sul da Grécia, na costa da ilha de Anticítera. Os destroços foram descoberto por pescadores de esponjas na borda do Mar Egeu, em 1900. Entre os destroços, os restos da máquina de Anticítera foram lá encontrados em 1901, juntamente com várias estátuas, entre elas o Efebo de Anticítera, e outros objetos.